# Алвиан Анејски
Алвиан Анејски  († 304) - свештеномученик из 3. века.

## Биографија
Алвијан је био епископ града Анеја, који се налазио у римској провинцији Мала Азија око 304. године. Страдао је за време владавине царева Диоклецијана и његовог савладара Максимијана, када је Азија била под влашћу Елијана.
Епископ Алвиан је ухваћен док је пагански свештеник Агрипин приносио жртву идолима. Почели су да приморавају Алвиана да и он принесе жртву бацањем тамјана на олтар, на шта је он, према Житију, одговорио: „Хвалим веру у Христа, али грдим службу идолима".
Због тога су му најпре спалили стомак и ноге врелим гвозденим шипкама, а затим су почели да га туку моткама.
Имао је и ученика, који је са њим претрпео мучење. Алвијан и његов ученик осуђени су да буду спаљени и бачени у огњену пећ.
Православна црква прославља светог Алвиана и његовог ученика 4. (17.) маја.

### Тропар свештеномученику Алвиану Анејском
И био си причасник по карактеру, 
и намесник престола, апостол, 
дело си стекао, богонадахнут, 
у виђењу изласка сунца,
ради овога, исправљајући реч истине, 
јер вере ради, макар и до крви пострадао, 
свештеномучениче Алвиане, 
моли се Христу Богу

за спасење душа наших.